# Formicium berryi
Formicium berryi är en myrart som beskrevs av Carpenter 1929. Formicium berryi ingår i släktet Formicium och familjen myror. Inga underarter finns listade i Catalogue of Life.